# Xenoschesis fulvicornis
Xenoschesis fulvicornis là một loài tò vò trong họ Ichneumonidae.